# Erick Pulgar
Erick Antonio Pulgar Farfán (* 15. Januar 1994 in Antofagasta) ist ein chilenischer Fußballspieler. Der Mittelfeldspieler steht seit August 2022 beim CR Flamengo unter Vertrag und ist seit Januar 2015 chilenischer Nationalspieler.

## Karriere

### Verein
Pulgar begann seine Karriere bei seinem Heimatverein CD Antofagasta, für welchen er 2011 debütierte. Am 28. Juni 2014 wechselte er zu CD Universidad Católica, wo er einen Dreijahresvertrag unterschrieb.
Zur Saison 2015/16 wurde Pulgar zum Serie-A-Verein FC Bologna transferiert. Bei den Rossoblu unterzeichnete er einen Vierjahresvertrag und erhielt die Trikotnummer 5. Am 22. August 2015 debütierte er bei der 2:1-Auswärtsniederlage gegen Lazio Rom für seinen neuen Verein. Vorerst noch in der Startformation wurde Pulgar im Verlauf der Saison auf die Bank verdrängt und kam deshalb nur auf 13 Einsätze. In seiner zweiten Spielzeit 2016/17 kämpfte er sich zurück in die Startelf und erzielte beim 1:1-Unentschieden gegen Chievo Verona am 26. Oktober 2016 sein erstes Tor für Bologna. In der Saison 2018/19 feierte er seinen Durchbruch in der höchsten italienischen Spielklasse. Am 25. Mai 2019 (38. Spieltag) bestritt er beim 3:2-Heimsieg gegen die SSC Neapel sein 100. Ligaspiel im Trikot Bolognas. In 28 Ligaspielen erzielte er sechs Tore und bereitete zwei weitere vor.
Am 9. August 2019 wechselte Pulgar zum Ligakonkurrenten AC Florenz, wo er einen Vierjahresvertrag unterzeichnete. Für die Dienste des Mittelfeldspielers bezahlten die Viola eine Ablösesumme in Höhe von 10 Millionen Euro. Sein Ligadebüt bestritt er am 24. August 2019 (1. Spieltag) im Heimspiel gegen die SSC Neapel. Er startete und obwohl er einen Treffer erzielte und ein weiteres Tor vorbereitete, konnte er die 3:4-Niederlage nicht verhindern. Für die Rückrunde der Saison 2021/22 wurde Pulgar an Galatasaray Istanbul verliehen.
Nach seinem Wechsel zum CR Flamengo, konnte er mit dem Klub am 29. November 2022 den Sieg in der Copa Libertadores 2022 feiern.

### Nationalmannschaft
Für die chilenische Nationalmannschaft debütierte Pulgar am 29. Januar 2015 im Freundschaftsspiel gegen die Vereinigten Staaten. Bei der Copa América 2019 erzielte er beim 4:0-Sieg gegen Japan sein erstes Tor für die Nationalmannschaft.

## Erfolge
Nationalmannschaft
- Copa América: 2016

Flamengo
- Copa do Brasil: 2022, 2024
- Copa Libertadores: 2022
- Staatsmeisterschaft von Rio de Janeiro: 2024
- Supercopa do Brasil: 2025

Auszeichnungen
- Bola de Prata – Mannschaft des Jahres: 2023[14]